# باد مونستر آيفل
باد مونستررايفل (بالألمانية: Bad Münstereifel) هي بلدة ألمانية تقع في ألمانيا في أويسكيرشن.[بحاجة لمصدر]  يقدر عدد سكانها بـ 19,007 نسمة .

## المدن التوأمة
مدن فوجيرس وAshford هي مدن توأمة لـباد مونستررايفل.

## أعلام
- يوليوس خان
- كريستوفر بيكر